# واثق البطاط
واثق البطاط زعيم ميليشيا جيش المختار ورجل دين شيعي عراقي وإمام حسينية الإمام كاظم في النجف[بحاجة لمصدر] والأمين العام لكتائب حزب الله في العراق سابقآ قبل ابو علي الحميداوي وهو خريج كلية القانون من جامعة الكوفة عام 2010 والكلية العسكرية في طهران على حد زعمه.
وأعلن واثق البطاط تبني جماعته ضرب مخافر سعودية بالقذائف في 21 نوفمبر 2013، وأكد أن هذه العملية جاءت ردا على فتاوى التكفير، وهدد بتنفيذ عمليات أخرى داخل الأراضي السعودية. وقال البطاط في تصريحات صحفية إن جيش المختار يتبنى عملية استهداف مركز الأوجاع السعودي الذي يبعد نحو 40 كم عن مدينة حفر الباطن بالقرب من الحدود العراقية الكويتية.
مصداقية البطاط وحقيقة وقوفه خلف العمليات التي يتبناها تزداد عندما يرتفع سقف تهدايدته، فهو يتحدّث مرّة عن تشكيل فرع لمليشياته في مصر، ومرّة أخرى عن تهديد السعوديّة والأكراد ويشير إلى أن تعداد جيشه وصل إلى مليون مقاتل منهم 100 ألف مقاتل من السنة، وأيضاً كان قد توعد الكويت بضربها إذا تجاوزت الحدود العراقية الكويتية على خلفية ترسيم الحدود وقانون الملاحة في ميناء خور العبد الله.